# Сєверне (Іртиський район)
Сє́верне (каз. Северное) — село у складі Іртиського району Павлодарської області Казахстану. Адміністративний центр Сєверного сільського округу.
Населення — 660 осіб (2021; 806 у 2009, 1504 у 1999, 1373 у 1989).
Національний склад станом на 1989 рік:
- росіяни — 33 %;
- казахи — 30 %.